# Julija Peresild
Julija Sergeevna Peresild (rusko Ю́лия Серге́евна Переси́льд), ruska igralka, * 5. september 1984, Pskov, Sovjetska zveza

## Mladost in študij
Julija Peresild ima priimek od svojih prastarih staršev, ki sta bila Estonca, ki so ju deportirali v Rusijo. Njen oče je bil slikar, mama vzgojiteljica v vrtcu. Julija je že v otroštva sanjala, da bi postala igralka. Od tretjega razreda je sodelovala v šolski umetniški amaterski ekipi kjer je pela ter igrala v šolskih predstavah. Pri enajstih letih je sodelovala na tekmovanju mladih talentov The Morning Star. Leta 2001 je končala srednjo šolo v Pskovu. 
Po šoli je šla študirat na fakulteto za rusko filologijo Pskovskega državnega pedagoškega inštituta. Po enem letu je odšla v Moskvo ter se vpisala v gledališko šolo. Leta 2006 je diplomirala iz igralstva na Ruski akademiji za gledališko umetnost.

## Kariera
Peresildova se je prvič pojavila leta 2003 v ruski televizijski seriji Land, kjer je imela vlogo Natashe Kublakove. Prvo večje filmsko vlogo je odigrala kot Olya Rodyashina v dramskem filmu The Bride iz leta 2006 režiserja Elyorja Ishmukhamedova in Captive režiji Alekseja Uchitelja. Preboj v igralski svet se ji je zgodil, ko je odigrala Sofio v drami The Edge režiserja Alekseja Uchitelja. Nastopanje v televizijski seriji Santa Lucia iz leta 2012 in mističnem trilerju Sonnentau istega leta sta ji prinesela popularnost med ruskim občinstvom.
Julija je postala znana po igranju stranskih vlog v filmu In the Fog iz leta 2012, ki ga je režiral Sergej Loznica. Bila izbrana kot članica posadke Soyuz MS-19, da bo s Klimom Shipenkom posnela film Challenge (Vyzov).

## Filmografija

### Film
| Leto | Naslov                             | Vloga                                             |
| ---- | ---------------------------------- | ------------------------------------------------- |
| 2006 | The Bride                          | Olya Rodyashina                                   |
| 2008 | Captive                            | Nastya                                            |
| 2008 | Once Upon a Time in the Provinces  | Anastasiya Vladimirovna Zvonnikova                |
| 2008 | Virtual Alice                      | Anna Kochergina                                   |
| 2009 | Crush                              | Ira                                               |
| 2010 | The Abduction                      | Elena                                             |
| 2010 | The Edge                           | Sofia                                             |
| 2010 | Decoy                              | Vera Pozdnyakova                                  |
| 2011 | Five Brides                        | Katya in Asya, dvojčici                           |
| 2012 | In the Fog                         | Anelya                                            |
| 2012 | Marathon                           | Inna Antipova                                     |
| 2013 | What Girls Don't Talk About        | Yulya                                             |
| 2013 | Paradjanov                         | Svetlana Shcherbatyuk, žena od Sergeya Parajanova |
| 2013 | Weekend                            | Inga, tajnica                                     |
| 2015 | Battle for Sevastopol              | Lyudmila Pavlichenko                              |
| 2016 | The Heritage of Love               | Masha Kulikova                                    |
| 2016 | I Am a Teacher                     | Anna Kurenkova                                    |
| 2017 | Cold Tango                         | Layma                                             |
| 2018 | A Rough Draft                      | Rose White                                        |
| 2019 | Dark like the Night. Karenina-2019 | Karenina                                          |
| 2021 | Petrov's Flu                       | Marina                                            |
| 2021 | Sheena 667                         | Olya                                              |
| 2021 | Milk                               | Zoya                                              |

### Televizija
| Leto | Naslov                      | Vloga                         | Opombe      |
| ---- | --------------------------- | ----------------------------- | ----------- |
| 2003 | Land                        | Natasha Kublakova             | TV serija   |
| 2005 | The Princess and the Pauper | Kseniya Prokhorova            | TV serija   |
| 2005 | Yesenin                     | Katya Esenina                 | TV serija   |
| 2006 | Cannon                      | Oksana, she Viti Shtorma      | TV serija   |
| 2006 | Enchanted land              | Natasha Kublakova             | TV serija   |
| 2007 | Limit desires               | Nadya                         | TV serija   |
| 2007 | Cobweb                      | Dasha Averina                 | TV serija   |
| 2007 | On the way to the heart     |                               | TV serija   |
| 2007 | Saboteur 2: End of war      | Svetik                        | TV serija   |
| 2008 | I will be back              | Vera Mikhaylovich             | TV serija   |
| 2011 | Deli Case number 1          | Masha Skachko                 | TV serija   |
| 2011 | Winter Tango                | Yulya                         | TV          |
| 2011 | Summer Volkov               | Tosya                         | Mini-serija |
| 2012 | Santa Lucia                 | Vika Saykina                  | TV serija   |
| 2012 | Sonnentau                   | Pita Pomyalovskya, journalist | TV serija   |
| 2014 | The Executioner             | Nina                          | TV serija   |
| 2015 | Adult daughter              | Albina Loginova               | TV serija   |
| 2015 | Mysterious Passion          | Ralissa                       | TV serija   |